# Liste der Wappen im Kreis Herzogtum Lauenburg
Diese Liste zeigt die Wappen des Kreises Herzogtum Lauenburg (Schleswig-Holstein) mit seinen Städten, Gemeinden und Ämtern.

## Kreiswappen

Karte Herzogtum Lauenburg, Schleswig-Holstein
Kreiswappen Herzogtum Lauenburg[1] (Details)

## Amtsfreie Städte und Gemeinden

Geesthacht[2], Stadt
Lauenburg/Elbe[3], Stadt
Mölln[4], Stadt
Ratzeburg[5], Stadt
Schwarzenbek[6], Stadt
Wentorf bei Hamburg[7]

## Ämter

### Amt Berkenthin

Lage des Amtes
Das Amt führt kein Wappen

Behlendorf[8]
Berkenthin[9]
Bliestorf[10]
Düchelsdorf[11]
Göldenitz[12]
Kastorf[13]
Klempau[14]
Krummesse[15]
Niendorf bei Berkenthin[16]
Rondeshagen[17]
Sierksrade[18]

### Amt Breitenfelde

Lage des Amtes
Wappen Amt Breitenfelde[19]

Alt Mölln[20]
Bälau[21]
Borstorf[22]
Breitenfelde[23]
Grambek[24]
Hornbek[25]
Lehmrade[26]
Niendorf a. d. St.[27]
Schretstaken[28]
Talkau[29]
Woltersdorf[30]

### Amt Büchen

Lage des Amtes
Wappen Amt Büchen[31]

Besenthal[32]
Bröthen[33]
Büchen[34]
Fitzen[35]
Göttin[36]
Gudow[37]
Güster[38]
Klein Pampau[39]
Langenlehsten[40]
Müssen[41]
Roseburg[42]
Schulendorf[43]
Siebeneichen[44]
Tramm[45]
Witzeeze[46]

### Amt Hohe Elbgeest

Aumühle
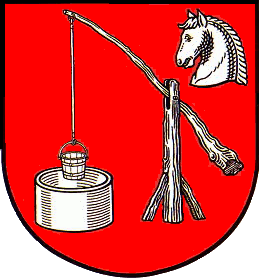
Börnsen
Dassendorf
Escheburg
Hamwarde
Hohenhorn
Kröppelshagen- Fahrendorf
Wiershop
Wohltorf
Worth

Lage des Amtes
Wappen Amt Hohe Elbgeest[47]

- Aumühle[48]
- Börnsen[49]
- Dassendorf[50]
- Escheburg[51]
- Hamwarde[52]
- Hohenhorn[53]
- Kröppelshagen-
Fahrendorf[54]
- Wiershop[55]
- Wohltorf[56]
- Worth[57]

### Amt Lauenburgische Seen

Lage des Amtes
Wappen Amt Lauenburgische Seen[58]

Albsfelde
Bäk[59]
Brunsmark[60]
Buchholz[61]
Einhaus[62]
Fredeburg
Giesensdorf
Groß Disnack[63]
Groß Grönau[64]
Groß Sarau[65]
Harmsdorf[66]
Hollenbek[67]
Horst[68]
Kittlitz[69]
Klein Zecher
Kulpin
Mechow[70]
Mustin[71]
Pogeez[72]
Römnitz[73]
Salem[74]
Schmilau[75]
Seedorf[76]
Sterley[77]
Ziethen[78]

### Amt Lütau

Lage des Amtes
Wappen Amt Lütau[79]

Basedow[80]
Buchhorst[81]
Dalldorf[82]
Juliusburg
Krukow[83]
Krüzen[84]
Lanze
Lütau[85]
Schnakenbek[86]
Wangelau[87]

### Amt Sandesneben-Nusse

Lage des Amtes
Wappen Amt Sandesneben-Nusse[88]

Duvensee[89]
Grinau[90]
Groß Boden[91]
Groß Schenkenberg[92]
Klinkrade[93]
Koberg[94]
Kühsen[95]
Labenz[96]
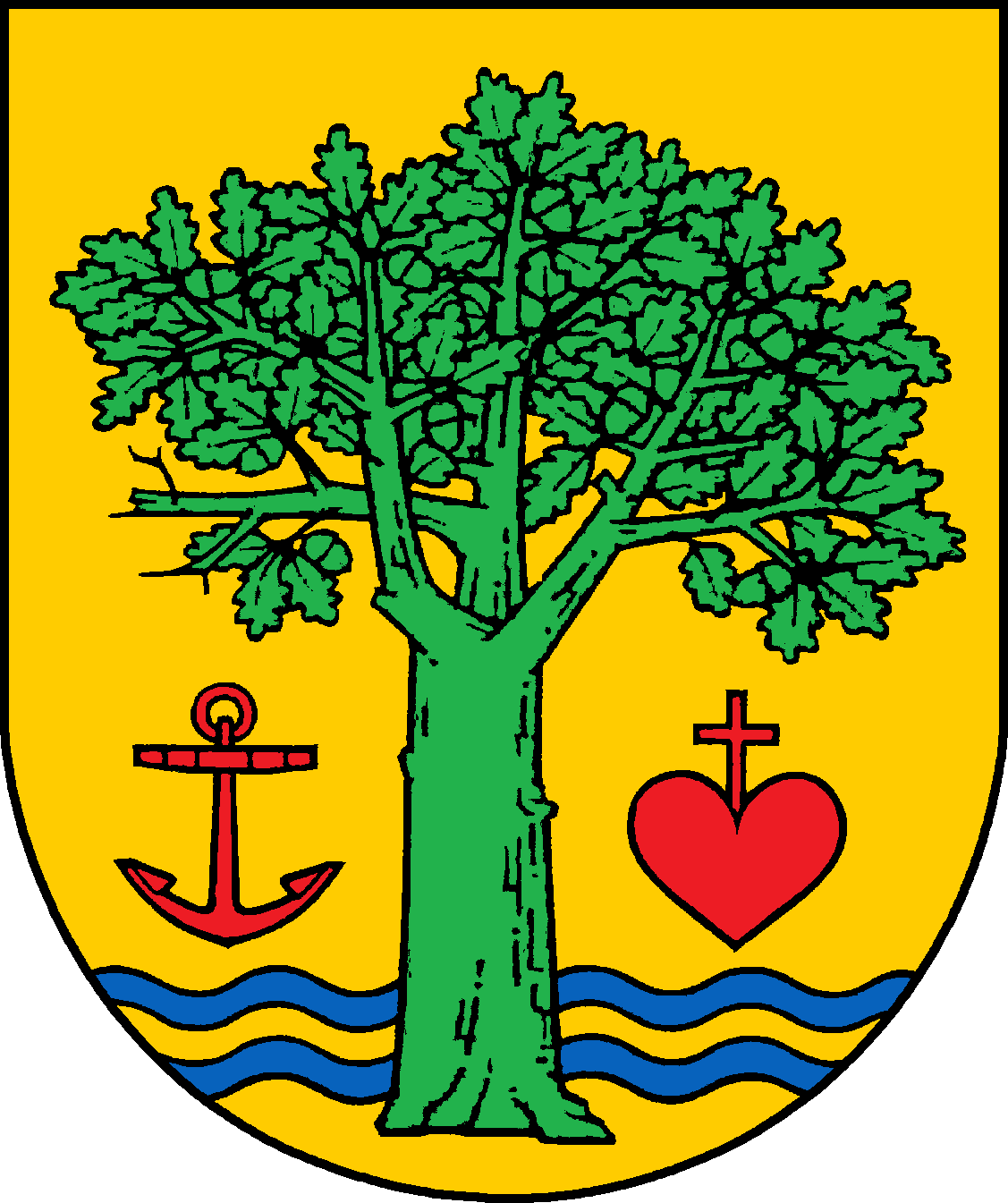
Lankau
Linau[98]
Lüchow[99]
Nusse[100]
Panten[101]
Poggensee[102]
Ritzerau[103]
Sandesneben[104]
Schiphorst[105]
Schönberg[106]
Schürensöhlen[107]
Siebenbäumen[108]
Sirksfelde[109]
Steinhorst[110]
Stubben[111]
Walksfelde[112]
Wentorf (Amt Sandesneben)[113]

### Amt Schwarzenbek-Land

Lage des Amtes
Wappen Amt Schwarzenbek-Land[114]

Basthorst[115]
Brunstorf[116]
Dahmker[117]
Elmenhorst[118]
Fuhlenhagen[119]
Grabau[120]
Groß Pampau[121]
Grove[122]
Gülzow[123]
Hamfelde[124]
Havekost
Kankelau[125]
Kasseburg[126]
Kollow[127]
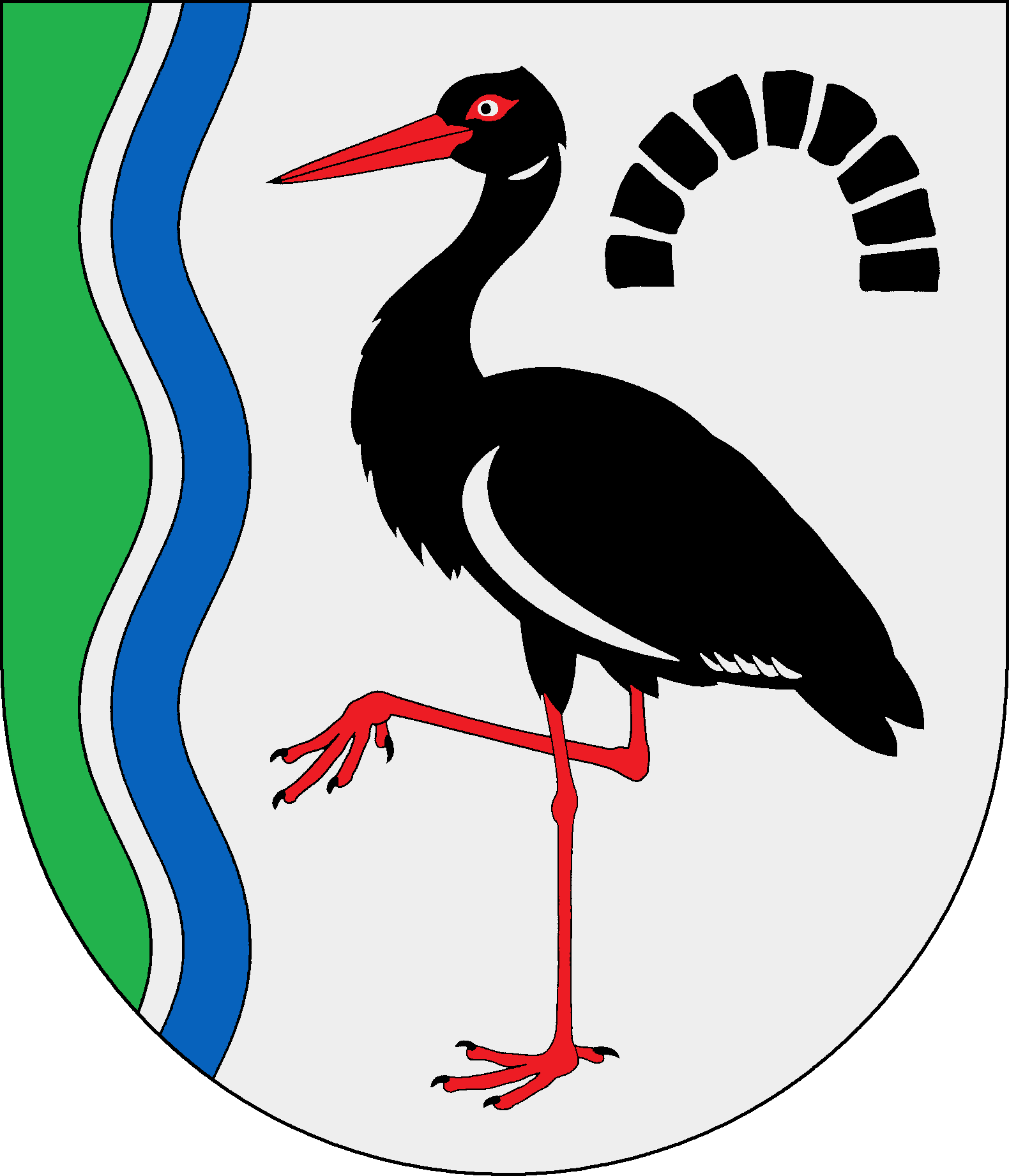
Köthel
Kuddewörde[129]
Möhnsen[130]
Mühlenrade[131]
Sahms[132]

## Ehemalige Ämter

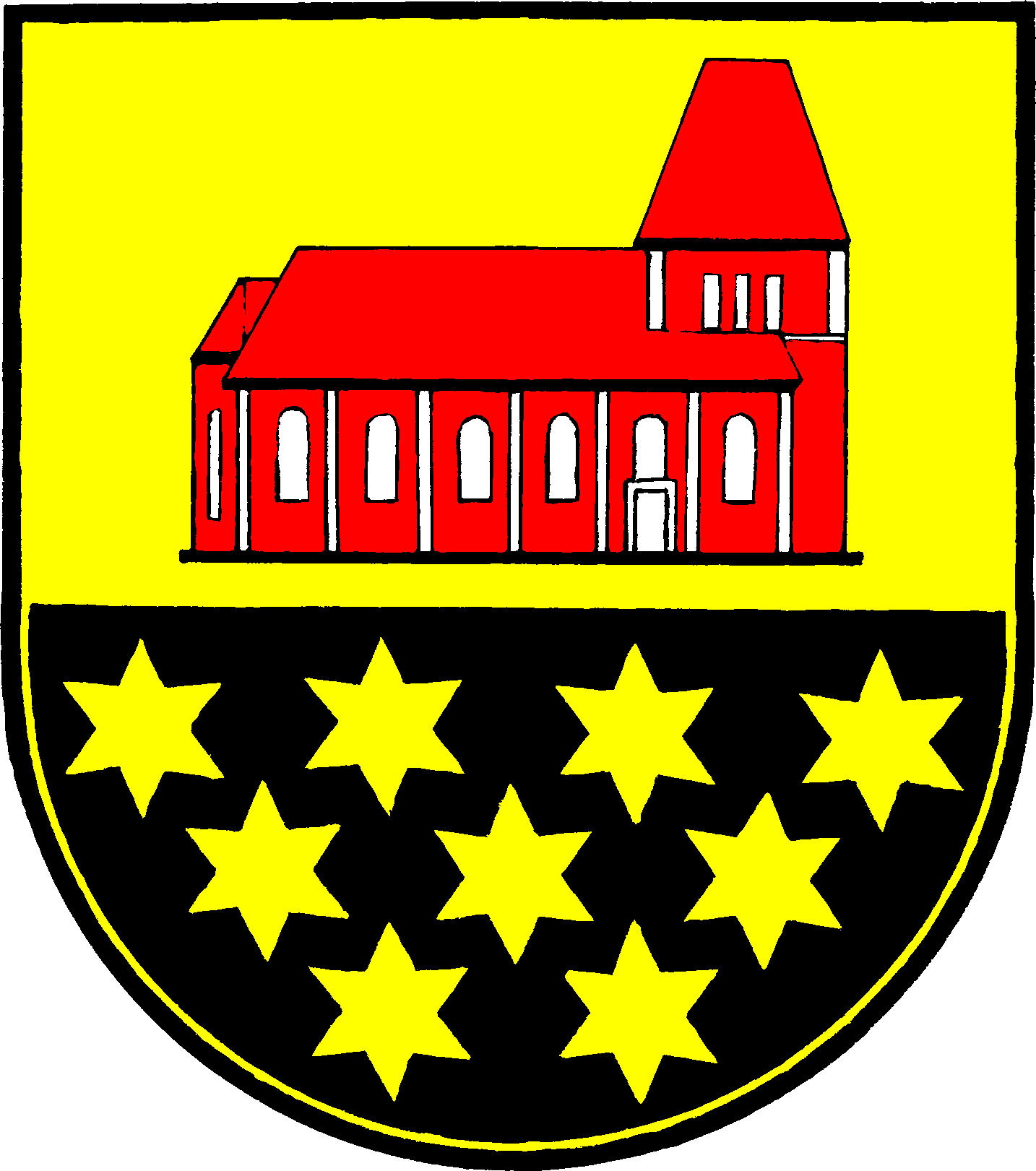
Amt Nusse

## Blasonierungen
1. ↑  Kreis Herzogtum Lauenburg: „In Rot mit zwölffach von Silber und Schwarz gestücktem Bord ein rechtsgewendeter silberner Pferdekopf. Über dem Schild eine goldene Königskrone.“ (Kommunale Wappenrolle Schleswig-Holstein)
2. ↑  Geesthacht: „Gespalten von Silber und Blau. Vorn auf grünem Dreiberg eine schwarze Korbweide mit sieben grün belaubten Schößlingen, hinten auf silbernen und blauen Wellen ein einmastiger goldener Kahn mit silbernem Segel.“ (Kommunale Wappenrolle Schleswig-Holstein)
3. ↑  Lauenburg/Elbe: „In Silber eine rote Burg mit goldenem Tor in der Mauer und zwei spitz bedachten Zinnentürmen; zwischen ihnen schwebend ein gespaltener Schild: vorn in Silber ein halber roter Adler am Spalt, hinten neunmal geteilt von Schwarz und Gold, überdeckt mit schrägem, gebogenem grünen Rautenkranz.“ (Kommunale Wappenrolle Schleswig-Holstein)
4. ↑  Mölln: „In Rot ein silbernes Mühlrad. Im silbernen Schildhaupt ein rotes Mühleisen.“ (Kommunale Wappenrolle Schleswig-Holstein)
5. ↑  Ratzeburg: „In Silber eine durchgehende rote Burg mit offenem, rundbogigem Tor, bis zum unteren Schildrand reichender Zinnenmauer und drei Zinnentürmen, von denen der mittlere, höhere mit blauem Spitzdach (darauf ein roter Knauf) versehen ist; neben den aufgeschlagenen, goldenen Torflügeln je drei goldene, aus dem unteren Schildrand emporwachsende niedrige Palisadenpfähle.“ (Kommunale Wappenrolle Schleswig-Holstein)
6. ↑  Schwarzenbek: „In Gold ein steigender schwarzer Wolf mit roter Zunge über einem schwarzen Wellenbalken im Schildfuß.“ (Kommunale Wappenrolle Schleswig-Holstein)
7. ↑  Wentorf bei Hamburg: „In Gold ein sechsspeichiges schwarzes Wagenrad unter einem grünen Rautenkranz im Schildhaupt.“ (Kommunale Wappenrolle Schleswig-Holstein)
8. ↑  Behlendorf: „Geteilt. Oben von Rot und Silber schräg gewürfelt, die Würfel in der Mitte belegt mit Kugeln in verwechselten Farben. Unten von Silber und Schwarz schräg geteilt, darauf ein Mühlrad in verwechselten Farben.“ (Kommunale Wappenrolle Schleswig-Holstein)
9. ↑  Berkenthin: „Geteilt. Oben in Rot eine silberne mit drei Kleeblättern besetzte Schrägleiste, unten von Schwarz und Silber dreimal schräg geteilt.“ (Kommunale Wappenrolle Schleswig-Holstein)
10. ↑  Bliestorf: „Von Silber und Grün im Dreibergschnitt geteilt, links oben ein grüner rechtsgewendeter Strahl, unten die Frontalansicht eines silbernen Giebelhauses.“ (Kommunale Wappenrolle Schleswig-Holstein)
11. ↑  Düchelsdorf: „Von Rot und Grün durch einen breiten silbernen Wellenbalken, belegt mit zwei schweben-den blauen Wellenfäden, schräglinks geteilt. Oben zwei gegengewendete verstutzte silberne Pflugmesser und ein vierblättriges silbernes Kleeblatt.“ (Kommunale Wappenrolle Schleswig-Holstein)
12. ↑  Göldenitz: „In Silber eine eingebogene grüne Spitze, die vorn von einem grünen Ahornblatt und hinten von einem grünen Mühlrad begleitet sowie unten von einer silbernen Skulptur ‚Der Sämann‘ belegt ist.“ (Kommunale Wappenrolle Schleswig-Holstein)
13. ↑  Kastorf: „Über einem abgeflachten silbernen Dreiberg von Rot und Grün geteilt durch einen sich nach oben verjüngenden Schrägbalken, dieser oben von einem gegenläufigen kurzen schwebenden silbernen Balken gekreuzt. Oben eine silberne Pferdegruppe, unten ein silberner Pflug.“ (Kommunale Wappenrolle Schleswig-Holstein)
14. ↑  Klempau: „Von Grün und Silber im Wellenschnitt leicht gesenkt geteilt. Oben ein goldenes Pfeileisen (Strahl) mit der Spitze zum rechten Obereck und ein natürlich tingierter Storch, unten zwei gekreuzte grüne Ähren.“ (Kommunale Wappenrolle Schleswig-Holstein)
15. ↑  Krummesse: „Von Silber und Rot schräglinks geteilt. Oben ein mit der Spitze zum rechten Obereck weisendes blaues Pfeileisen (Strahl), unten ein silberner Pferdekopf.“ (Kommunale Wappenrolle Schleswig-Holstein)
16. ↑  Niendorf bei Berkenthin: „Von Grün und Rot durch einen nach links verrückten silbernen Wellenpfahl, darin zwei blaue Wellenfäden, geteilt. Rechts über zwei gekreuzte goldene Giebelblätter ein goldenes Stenderwerkhaus.“ (Kommunale Wappenrolle Schleswig-Holstein)
17. ↑  Rondeshagen: „Von Rot und Silber durch einen schmalen silbernen und breiteren blauen Schrägwellenbalken geteilt. Oben eine achtblättrige silberne Rose mit roter Mitte, unten zwei achtblättrige rote Rosen mit silberner Mitte.“ (Kommunale Wappenrolle Schleswig-Holstein)
18. ↑  Sierksrade: „Von Blau und Grün durch einen silbernen Wellenbalken leicht schräg geteilt. Oben rechts ein unten vom Wellenbalken teilweise überdecktes silbernes Mühlrad, links ein von Silber und Rot geteiltes Schildchen, dessen rotes Feld den Wellenbalken teilweise überdeckt. Unten ein silberner Baumstumpf.“ (Kommunale Wappenrolle Schleswig-Holstein)
19. ↑  Amt Breitenfelde: „In Blau ein silbern bordierter, mit einem silbernen Pferdekopf belegter roter Schild, umstellt mit zehn silbernen, nach der Schildfigur angeordneten Eichenblättern.“ (Kommunale Wappenrolle Schleswig-Holstein)
20. ↑  Alt Mölln: „Über verkürztem, von Silber und Blau im Wellenschnitt geteiltem Wellenschildfuß in Grün eine goldene Windmühle (Galerieholländer), in der Höhe des Flügelkreuzes begleitet rechts von einem aufrecht stehenden goldenen Fass, links von einem gefüllten goldenen Sack.“ (Kommunale Wappenrolle Schleswig-Holstein)
21. ↑  Bälau: „In Gold, darin ein natürlich tingierter, nach links blickender, sitzender Eisvogel zwischen zwei grünen Lindenblättern mit Fruchtstand, ein abgeflachter grüner Dreiberg, darin ein silberner Ring, darin ein rot benageltes schmales silbernes Tatzenkreuz, über silbern-blau-silbernem Wellenschildfuß.“ (Kommunale Wappenrolle Schleswig-Holstein)
22. ↑  Borstorf: „Über rotem Schildfuß, darin zwei gekreuzte silberne Schwerter, in Blau ein silberner Hügel mit einer einturmigen Burganlage.“ (Kommunale Wappenrolle Schleswig-Holstein)
23. ↑  Breitenfelde: „Von Schwarz und Silber geteilt. Oben ein silberner Pferdekopf, unten sechs eng aneinander gestellte, nach oben schmaler werdende, wachsende abwechselnd blaue und rote Pfähle.“ (Kommunale Wappenrolle Schleswig-Holstein)
24. ↑  Grambek: „In Gold ein gesenkter sich zum Schildrand verjüngender blauer Bogenbalken zum Schildhaupt, oben ein blauer Fischotter mit silbernem Brustfleck, unten zwei fächerförmig gestellte rote Heidenelken.“ (Kommunale Wappenrolle Schleswig-Holstein)
25. ↑  Hornbek: „Von Blau und Grün durch einen schräglinken silbernen Wellenbalken, darin ein blauer Wellenfaden, belegt mit einem leicht gesenkt geteilten, silbern-roten Schildchen, geteilt. Oben eine goldene heraldische Lilie, unten ein goldenes Mühlrad.“ (Kommunale Wappenrolle Schleswig-Holstein)
26. ↑  Lehmrade: „Über goldenem Wellenschildfuß, darin ein räderloser schwarzer Pflug, in Blau ein schräglinks auffliegender, natürlich tingierter Storch.“ (Kommunale Wappenrolle Schleswig-Holstein)
27. ↑  Niendorf a. d. St.: „In Rot zwei aufrecht gekreuzte silberne Schwerter. Im Winkel zwischen den Klingen ein silbernes, die durchbrochene Figur einer heraldischen Lilie aufweisendes Monogramm.“ (Kommunale Wappenrolle Schleswig-Holstein)
28. ↑  Schretstaken: „In Gold ein schräglinker blauer Wellenbalken, oben ein grüner Laubbaum mit schwarzem Stamm, unten eine schräglinks gestellte grüne Saufeder, überdeckt von einem nach links gewendeten springenden schwarzen Keiler mit silbernen Hauern.“ (Kommunale Wappenrolle Schleswig-Holstein)
29. ↑  Talkau: „Von Silber und Blau schräg geteilt, Oben ein widersehender roter Teufel mit schwarzem Dreizack, unten ein aufrechter silberner Schwarzerlenzweig mit Blatt und Fruchtständen.“ (Kommunale Wappenrolle Schleswig-Holstein)
30. ↑  Woltersdorf: „Von Blau und Grün durch einen aus vier goldenen Ähren gebildeten Balken schräglinks geteilt. Oben ein silbernes Eichenblatt mit nach unten weisender Blattspitze, unten ein natürlich tingierter, links gewendeter Storch.“ (Kommunale Wappenrolle Schleswig-Holstein)
31. ↑  Amt Büchen: „In Grün ein roter Schild, darin ein silberner Pferdekopf, mit einem natürlich gewachsenen goldenen Bord, der außen mit zehn goldenen Buchenblättern besteckt ist.“ (Kommunale Wappenrolle Schleswig-Holstein)
32. ↑  Besenthal: „In Gold über einem schwarzen Pflug eine rote Trappe, links und rechts begleitet von grünen Binsen.“ (Kommunale Wappenrolle Schleswig-Holstein)
33. ↑  Bröthen: „In Blau zwischen schräglinks silbernen Doppelbogenflanken schräglinks ein aufrechtes silbernes Schwert, oben rechts ein linksgewendeter roter Pferdekopf, und unten links ein rotes Rad, schräglinks darüber rote Flammenzungen.“ (Kommunale Wappenrolle Schleswig-Holstein)
34. ↑  Büchen: „In Gold eine bewurzelte Buche mit schwarzem Stamm und grünen Blättern.“ (Kommunale Wappenrolle Schleswig-Holstein)
35. ↑  Fitzen: „Durch einen schräglinken silbernen Wellenbalken von Blau und Rot geteilt. Vorn eine linksgewendete silber-schwarze Kuh, hinten ein silberner Flusskrebs.“ (Kommunale Wappenrolle Schleswig-Holstein)
36. ↑  Göttin: „In Blau ein natürlich tingierter Pirol mit erhobenem rechten Fuß, im linken Obereck begleitet von drei goldenen Kugeln 2 : 1.“ (Kommunale Wappenrolle Schleswig-Holstein)
37. ↑  Gudow: „Unter einem goldenen Zinnenschildhaupt, darin 4 schräglinke grüne Lindenblätter, in Blau eine goldene Madonna auf dem Vollmond und ein natürlich tingierter schwarzgoldener Pirol.“ (Kommunale Wappenrolle Schleswig-Holstein)
38. ↑  Güster: „In Gold fünf 2 : 2 : 1 gestellte, aufrechte grüne Lindenblätter, die einen grünen, in zwei zugewendeten Pferdeköpfen endenden Giebelabschluss mit schwarzem Eulenloch einschließen; darüber ein schwarzer Lastkahn mit silbernem Führerhaus, silbernem Ruder und silberner Kieslast, dessen unteres Drittel von einer blauen Leiste überdeckt wird.“ (Kommunale Wappenrolle Schleswig-Holstein)
39. ↑  Klein Pampau: „In Silber ein in gegengerichtete leichte Kurven endender schräglinker blauer Balken, oben ein roter Wasserturm und ein schwarzes Zahnrad, unten ein rotes Bauernhaus mit schwarzem Dach.“ (Kommunale Wappenrolle Schleswig-Holstein)
40. ↑  Langenlehsten: „Unter gezinnten goldenen Schildhaupt in Grün ein aufrechter zweiblättriger goldener Haselnusszweig mit drei silbernen Nüssen.“ (Kommunale Wappenrolle Schleswig-Holstein)
41. ↑  Müssen: „In Gold über zwei blauen Wellenbalken ein grüner Rotdornzweig mit drei fächerförmig gestellten Blättern.“ (Kommunale Wappenrolle Schleswig-Holstein)
42. ↑  Roseburg: „Über rotem Zinnenschildfuss in Silber ein roter, links und rechts mit je einem silbernen Ziegel belegter Drillingsfaden, bedeckt von einer fünfblättrigen schwarz geaderten goldenen Rose mit rotem Butzen und fünf grünen Kelchblättern.“ (Kommunale Wappenrolle Schleswig-Holstein)
43. ↑  Schulendorf: „In Gold drei rote Häuser 1 : 2, durch einen blauen im Schnittpunkt unterbrochenen und dort mit einem schwarzen Mühlrad versehenen Wellengöpel geteilt.“ (Kommunale Wappenrolle Schleswig-Holstein)
44. ↑  Siebeneichen: „Durch einen nach oben in sieben stilisierten Eichen ausgezogenen breiten grünen und einen schmalen goldenen Balken von Gold und Blau leicht erhöht geteilt. Unten eine goldene Glocke und gekreuzt ein goldener Bootshaken und ein goldener Staken.“ (Kommunale Wappenrolle Schleswig-Holstein)
45. ↑  Tramm: „In Gold ein sich nach unten in Form eines Tatzenkreuzarmes verbreiternder, schräglinker blauer Balken, oben eine grüne Ranke mit acht Lindenblättern, unten ein grüner Dachfirst mit Wendenknüppeln.“ (Kommunale Wappenrolle Schleswig-Holstein)
46. ↑  Witzeeze: „In Gold mit schwarzem Bord über blauem Wellenbalken ein schwarzer alter Frachtwagen in Rückansicht, beiderseits begleitet von je einem aufrechten grünen Eichenblatt.“ (Kommunale Wappenrolle Schleswig-Holstein)
47. ↑  Amt Hohe Elbgeest: „Auf Silber acht blaue zum Schildrand eingebogene und zum abgerundeten linken roten Obereck gefächerte Balken.“ (Kommunale Wappenrolle Schleswig-Holstein)
48. ↑  Aumühle: „In Grün ein silberner Wellengöpel, belegt in seiner Gabelung mit einem schwarzen Mühlrad auf kreisrunder silberner Scheibe, die in den drei Winkeln des Göpels mit je einem silbernen Eichenblatt besteckt ist.“ (Kommunale Wappenrolle Schleswig-Holstein)
49. ↑  Börnsen: „In Rot ein silberner Ziehbrunnen, bestehend aus rundem Becken, einem Pfahl links davon und einer Hebestange, die sich oben im Pfahl dreht und von deren Spitze ein Eimer über dem Becken herabhängt; oben links ein rechtsgewendeter silberner Pferdekopf.“ (Kommunale Wappenrolle Schleswig-Holstein)
50. ↑  Dassendorf: „Gespalten von Schwarz und Gold. Vorn übereinander drei auswärts weisende Eichenblätter, hinten eine umgewendete Wolfsangel in verwechselten Farben.“ (Kommunale Wappenrolle Schleswig-Holstein)
51. ↑  Escheburg: „In Grün unter zwei silbernen Maiblumenstengeln eine aus behauenen Quadern bestehende goldene Brücke, deren Schlussstein unter einer Fürstenkrone die verschlungenen Buchstaben G und R aufweist.“ (Kommunale Wappenrolle Schleswig-Holstein)
52. ↑  Hamwarde: „Von Gold und Grün schräglinks geteilt. Oben eine an der Teilung wachsende rote Windmühle, unten ein goldener nach links gewendeter Pferdekopf.“ (Kommunale Wappenrolle Schleswig-Holstein)
53. ↑  Hohenhorn: „In Gold auf einem erhöhten grünen Berg, dieser belegt mit einem linksgewendeten, räderlosen goldenen Pflug, der schwarze, von schwarzen Feldsteinmauern flankierte Gedenkstein der Verkoppelung von 1785, darüber zwei aufrechte, auswärts geneigte grüne Lindenblätter.“ (Kommunale Wappenrolle Schleswig-Holstein)
54. ↑  Kröppelshagen-Fahrendorf: „Von Schwarz und Gold im Verhältnis 3 : 5 geteilt. Oben eine liegende goldene Hirschstange, unten ein schwarzer Schlehenzweig mit grünen Blättern und schwarzen Früchten.“ (Kommunale Wappenrolle Schleswig-Holstein)
55. ↑  Wiershop: „In Silber ein mit elf grünen Lindenblättern besteckter, mit einer silbernen Lilie belegter, schwebender grüner Keil.“ (Kommunale Wappenrolle Schleswig-Holstein)
56. ↑  Wohltorf: „In Rot über einem, aus zwei sich ansehenden Pferdeköpfen bestehenden, silbernen Giebelbrett ein silberner Wellenbalken, überhöht von drei silbernen Eichenblättern.“ (Kommunale Wappenrolle Schleswig-Holstein)
57. ↑  Worth: „Von Gold und Grün geteilt. Oben eine rote Kirche, unten unter einer silbernen Feldsteinmauer eine goldene Ähre zwischen zwei goldenen Lindenblättern.“ (Kommunale Wappenrolle Schleswig-Holstein)
58. ↑  Amt Lauenburgische Seen: „Über grünem Wappenschildfuß in Blau zwei silberne, sich nach links verjüngende Flachwellenbalken, darüber ein silberner fliegender Kranich.“ (Kommunale Wappenrolle Schleswig-Holstein)
59. ↑  Bäk: „Geteilt von Silber und Rot. Oben auf der Teilungslinie ein oberhalbes blaues Mühlrad, unten ein schwebendes, silbernes lateinisches Kreuz, darüber eine goldene Krone.“ (Kommunale Wappenrolle Schleswig-Holstein)
60. ↑  Brunsmark: „Von Gold und Grün im abgerundeten Schrägstufenschnitt schräglinks geteilt. Oben drei grüne Tannen, von rechts nach links kleiner werdend, unten ein natürlich tingierter linksgewendeter Kiebitz.“ (Kommunale Wappenrolle Schleswig-Holstein)
61. ↑  Buchholz: „Geteilt von Gold und Schwarz. Oben über einer oben mit fünf Kleeblättern besteckten grünen Leiste (sächsischer Rautenkranz) ein blauer Fisch (Brachse); unten drei begrannte goldene Ähren nebeneinander.“ (Kommunale Wappenrolle Schleswig-Holstein)
62. ↑  Einhaus: „In Grün mit von Silber und Schwarz zwölfmal gestücktem Bord eine silberne Stele, die oben in einem Radkreuz mit oben und seitlich überstehenden Balken endet.“ (Kommunale Wappenrolle Schleswig-Holstein)
63. ↑  Groß Disnack: „Von Gold, darin ein rotes achtspitziges Tatzenkreuz, und Grün, darin drei fächerförmig gestellte goldene Kornähren, in Bogenteilung zum Schildhaupt geteilt.“ (Kommunale Wappenrolle Schleswig-Holstein)
64. ↑  Groß Grönau: „In Rot mit von Silber und Schwarz zwölfmal gestücktem Bord eine silberne heraldische Lilie.“ (Kommunale Wappenrolle Schleswig-Holstein)
65. ↑  Groß Sarau: „Von Grün und Blau durch einen silbernen Wellenbalken leicht gesenkt geteilt. Oben ein goldenes Reetdachhaus und ein silbernes Hufeisen mit nach oben gekehrten Stollen, unten ein goldenes Boot mit zwei Rudern.“ (Kommunale Wappenrolle Schleswig-Holstein)
66. ↑  Harmsdorf: „Von Silber und Rot durch einen blau-silbernen Wellenbalken geteilt. Oben ein schwarzer Pflug, unten zwei goldene Lindenblätter.“ (Kommunale Wappenrolle Schleswig-Holstein)
67. ↑  Hollenbek: „Von Rot und Grün durch einen sich verjüngenden silbernen Balken, dieser belegt mit einem schwarzen Schienenstrang, schräglinks geteilt. Oben eine goldene Lokomotive, unten drei leicht fächerförmig gestellte goldene Ähren.“ (Kommunale Wappenrolle Schleswig-Holstein)
68. ↑  Horst: „In Gold eine eingebogene blaue Spitze, darin ein linksgewendeter golden bewehrter, sil-berner watender Kranich, oben rechts ein schwarzer Stierkopf, oben links ein grüner Laubbaum.“ (Kommunale Wappenrolle Schleswig-Holstein)
69. ↑  Kittlitz: „Von Grün und Rot durch einen silbernen Wellenlinkspfahl geteilt, rechts eine silberne heraldische Blume mit drei in Form eines Schächerkreuzes gestellten silbernen Blättern.“ (Kommunale Wappenrolle Schleswig-Holstein)
70. ↑  Mechow: „In Gold, auf einer über dem Bogen aus Mauersteinen, sonst aus Feldsteinen gemauerten roten Brücke stehend, zwei grüne Kopfweiden nebeneinander.“ (Kommunale Wappenrolle Schleswig-Holstein)
71. ↑  Mustin: „Von Schwarz und Gold erhöht schräg geteilt. Oben ein goldener Pferdekopf, unten ein mit Kleeblättern besetzter grüner Schrägbalken (Rautenkranz), der unten von zwei grünen Seeblättern nach der Figur begleitet wird.“ (Kommunale Wappenrolle Schleswig-Holstein)
72. ↑  Pogeez: „Von Blau und Grün durch einen schmalen silbernen Schrägbalken geteilt. Oben ein silbernes Wagenrad, unten schrägbalkenweis drei sich bedeckende silberne Segelschiffe.“ (Kommunale Wappenrolle Schleswig-Holstein)
73. ↑  Römnitz: „Über einem erhöhten blauen Wellenschildfuß, belegt mit zwei silbernen Wellenbalken, eine eingebogene goldene Spitze bis zum Schildhaupt, rechts in Blau drei gebündelte, fächer-förmig gestellte goldene Ähren, links in Rot ein silbernes Kreuz mit darüber schwebender goldener Krone.“ (Kommunale Wappenrolle Schleswig-Holstein)
74. ↑  Salem: „Von Gold und Blau im Wellenschnitt gesenkt geteilt. Oben ein wachsendes blaues Schwert, unten eine silberne Seerosenblüte zwischen zwei goldenen Seerosenblättern.“ (Kommunale Wappenrolle Schleswig-Holstein)
75. ↑  Schmilau: „Von Grün und Blau durch einen schräglinken silbernen Wellenbalken geteilt. Oben ein goldenes Taufstein, unten ein goldenes Wasserrad.“ (Kommunale Wappenrolle Schleswig-Holstein)
76. ↑  Seedorf: „In Silber über blauem Wellenschildfuß, darin eine silberne Maräne über zwei silbern-rot tingierten Steinen, rechts ein grüner Laubbaum mit schwarzem Stamm und links ein natürlich tingierter mit dem Schnabel in den Wellenschildfuß tauchender Eisvogel im Sturzflug.“ (Kommunale Wappenrolle Schleswig-Holstein)
77. ↑  Sterley: „Unter breitem goldenen Zinnenschildhaupt, darin ein liegender blauer Schlüssel mit Bart nach links unten, in Grün ein silbernes schräglinkes Schwert, begleitet links und rechts von je einem silbernen schräggestellten Lindenblatt, das linke gestürzt.“ (Kommunale Wappenrolle Schleswig-Holstein)
78. ↑  Ziethen: „Durch einen silbernen Wellenbalken von Blau und Rot geteilt. Oben drei goldene Rohrkolben, unten ein unter einer goldenen Krone schwebendes, silbernes lateinisches Kreuz und ein silberner Pferdekopf.“ (Kommunale Wappenrolle Schleswig-Holstein)
79. ↑  Amt Lütau: „In Grün ein golden bordierter, von zehn schwarz strukturierten goldenen Schildnagelköpfen umgebener roter Schild, darin unter einem silbernen Pferdekopf schräg gekreuzt eine silberne Sense und ein silberner Dreschflegel. Die Schildnagelköpfe haben die Form einer übereck gestellten Pyramide mit quadratischem Grundriss.“ (Kommunale Wappenrolle Schleswig-Holstein)
80. ↑  Basedow: „In Grün mit goldenem Bord über einem ziselierten, bronzezeitlichen goldenen Armring vier mit den schwarzen Stielen nach Art eines Andreaskreuzes dicht aneinander gestellte silberne Buchenblätter.“ (Kommunale Wappenrolle Schleswig-Holstein)
81. ↑  Buchhorst: „Über grünem Schildfuß, darin ein goldenes Mühlrad mit paarweiser Speichung, in Gold ein schwarzer Lastkahn mit silbernem Segel, dessen unter der Wasserlinie liegender Teil im Schildfuß verschwindet. Im linken Obereck ein aufrechtes grünes Buchenblatt.“ (Kommunale Wappenrolle Schleswig-Holstein)
82. ↑  Dalldorf: „Von Gold und Blau gesenkt geteilt. Oben eine grüne Bogenbrücke, unten ein goldener Steinbeißer.“ (Kommunale Wappenrolle Schleswig-Holstein)
83. ↑  Krukow: „Unter einer gestürzten eingebogenen silbernen Spitze, darin ein schwarzer Rabenrumpf mit goldenem Schnabel, in Rot vorn eine goldene Glocke, hinten ein weißer Schafrumpf.“ (Kommunale Wappenrolle Schleswig-Holstein)
84. ↑  Krüzen: „In Grün ein schmaler schrägrechter silberner Keil, unten eine silbern bewehrte hersehende goldene Schleiereule, oben ein dreiblütiges silbernes Pfaffenhütchen mit roten Blütenansätzen.“ (Kommunale Wappenrolle Schleswig-Holstein)
85. ↑  Lütau: „In Grün ein viereckiger goldener Kirchturm, bestehend aus einem breiten, sich verjüngenden steinernen Unterbau mit gotischem Portal und Pultdach und einem Fachwerkoberbau mit Zeltdach. Links neben dem Oberbau schwebend eine aufrechte silberne Hacke.“ (Kommunale Wappenrolle Schleswig-Holstein)
86. ↑  Schnakenbek: „Geteilt von Gold und Blau. Oben ein wachsender roter Löwe, unten ein goldener Fährkahn mit gewellter Wasserlinie.“ (Kommunale Wappenrolle Schleswig-Holstein)
87. ↑  Wangelau: „Über einer gesenkten grünen Spitze, diese belegt mit einer silbernen Spitze, darin ein grünes Lindenblatt, von Gold und Rot neunmal zur Schildmitte geständert.“ (Kommunale Wappenrolle Schleswig-Holstein)
88. ↑  Amt Sandesneben-Nusse: „In Silber ein leicht gesenkter blauer Wellenbalken, oben zwei schräggekreuzte rote Giebelblätter mit einander zugewendeten Pferdeköpfen, unten in drei Gruppen 25 grüne Rauten, rechts und links je leicht erhöht 2 : 3 : 2 : 1, in der Mitte 1 : 2 : 3 : 2 : 1 gestellt.“ (Kommunale Wappenrolle Schleswig-Holstein)
89. ↑  Duvensee: „Unter einer erhöhten, gestürzten blauen Spitze, die mit einer nach links fliegenden silbernen Taube belegt ist, von Silber und Rot siebenfach schräg geschacht.“ (Kommunale Wappenrolle Schleswig-Holstein)
90. ↑  Grinau: „In Grün ein schräglinker goldener Wellenbalken zwischen einem goldenen Pfeileisen mit der Spitze zum rechten Obereck oben und einer aus sieben Ähren bestehenden goldenen Garbe.“ (Kommunale Wappenrolle Schleswig-Holstein)
91. ↑  Groß Boden: „Von Gold und Grün, leicht versetzt zum rechten Schräghaupt, schräglinks geteilt. Rechts entlang der Schildspaltung ein schwebender mit fünf Kleeblättern besetzter grüner Schrägbalken, darüber ein roter Säbel, links unter einem silbernen Stenderwerkhaus ein silbernes Mühlrad, unten überdeckt von einem silbernen Wellenbalken.“ (Kommunale Wappenrolle Schleswig-Holstein)
92. ↑  Groß Schenkenberg: „Von Rot und Grün durch einen schrägrechten silbernen Wellenbalken geteilt, oben zwei durch einen gemeinsamen Stiel verbundene Laubblätter, unten eine schrägrechte auswärts gerichtete silberne Feldhacke.“ (Kommunale Wappenrolle Schleswig-Holstein)
93. ↑  Klinkrade: „In Silber eine eingebogene grüne Spitze, vorn ein grünes dreiblättriges Kleeblatt, hinten ein grünes Wagenrad, unten ein goldener Baumstumpf.“ (Kommunale Wappenrolle Schleswig-Holstein)
94. ↑  Koberg: „In Grün über einem gesenkten goldenen Wellenbalken ein Storch in natürlichen Farben, mit erhobenem rechten Ständer, begleitet oben von einer goldenen Ähre und einem goldenen Eichenblatt.“ (Kommunale Wappenrolle Schleswig-Holstein)
95. ↑  Kühsen: „In Grün ein silbernes Bauernhaus, belegt mit sieben in den Kreis gestellten roten Rechtecken, darunter ein breiter silberner Wellenbalken, belegt mit einem schräglinks abgewinkelten roten Balken.“ (Kommunale Wappenrolle Schleswig-Holstein)
96. ↑  Labenz: „Von Silber und Blau gespalten. Vorn eine rote Windmühle mit spitzer Kuppel und fünf blauen Flügeln, hinten ein golden bewehrter, kampfbereiter silberner Schwan.“ (Kommunale Wappenrolle Schleswig-Holstein)
97. ↑  Lankau: „In Gold ein grüner Eichbaum mit abgebrochenem Ast auf der rechten Seite, der unten zwei blaue Wellenbalken überdeckt. Rechts des Stammes ein roter Anker, links ein rotes Herz, aus dem ein rotes Kreuz wächst.“ (Kommunale Wappenrolle Schleswig-Holstein)
98. ↑  Linau: „In Rot eine silberne Wellenleiste, begleitet oben von zwei übereinander gestellten silbernen Schleien, unten von einer schräglinks gestellten, viermal von Silber und Schwarz geteilten Pfeilspitze (Strahl).“ (Kommunale Wappenrolle Schleswig-Holstein)
99. ↑  Lüchow: „In Grün eine silberne rechte Wellenflanke mit blauem Wellenpfahl. Links über einen goldenen Torfkarren ein goldenes Hufeisen mit nach oben gekehrtem Stollen.“ (Kommunale Wappenrolle Schleswig-Holstein)
100. ↑  Nusse: „In Grün unter einem silbernen Wellenbalken ein zweiblättriger goldener Haselzweig mit drei Nüssen. Im linken Obereck ein von Silber und Rot geteiltes Schildchen, dessen unteres Feld den Wellenbalken teilweise überdeckt.“ (Kommunale Wappenrolle Schleswig-Holstein)
101. ↑  Panten: „Von Blau und Rot gespalten durch eine schildförmige, gestürzte goldene Spitze, darin unter drei 1 : 2 gestellten, achtstrahligen grünen Sternen ein linksgewendeter, grün gekleideter halber Hirte, der in der Linken ein schwarzes Horn, in der Rechten einen schwarzen Holzhammer hält.“ (Kommunale Wappenrolle Schleswig-Holstein)
102. ↑  Poggensee: „In Grün ein breiter goldener Wellenbalken, belegt mit einem linksgewendeten, sitzenden grünen Frosch in Seitenansicht.“ (Kommunale Wappenrolle Schleswig-Holstein)
103. ↑  Ritzerau: „Unter silbernem Schildhaupt, darin ein vierlätziger roter Turnierkragen, in Blau eine schwebende silberne Burg mit drei Zinnentürmen und offenem Tor.“ (Kommunale Wappenrolle Schleswig-Holstein)
104. ↑  Sandesneben: „Unter einer gestürzten, gesenkten, eingeschweiften silbernen Spitze, darin ein blauer gotischer Messkelch mit flacher Schale, sechskantigem, verziertem Knauf und geschweift-ansteigendem, polygonalem Fuß, in Rot vorn ein silbernes Wagenrad, hinten zwei gekreuzte silberne Ähren.“ (Kommunale Wappenrolle Schleswig-Holstein)
105. ↑  Schiphorst: „Von Gold und Rot schräg geteilt. Oben drei grüne Bäume 2 : 1, unten ein goldener Schiffsrumpf mit Mast in Bugansicht.“ (Kommunale Wappenrolle Schleswig-Holstein)
106. ↑  Schönberg: „Von Gold und Schwarz durch einen blau-silbernen Wellenbalken geteilt. Oben ein drei grüne Bäume, unten ein goldenes Posthorn.“ (Kommunale Wappenrolle Schleswig-Holstein)
107. ↑  Schürensöhlen: „Durch einen breiten silbernen Schrägwellenbalken von Blau und Rot geteilt. Oben eine silberne Glocke, unten ein silberner, blau gefüllter Brunnen.“ (Kommunale Wappenrolle Schleswig-Holstein)
108. ↑  Siebenbäumen: „Von Silber und Rot geteilt. Oben nebeneinander sieben Laubbäume mit schwarzen Stämmen, deren grüne Kronen zur Mitte ansteigend ineinandergreifen; unten ein schrägliegender silberner Schlüssel mit dem Bart unten rechts.“ (Kommunale Wappenrolle Schleswig-Holstein)
109. ↑  Sirksfelde: „Von Grün und Gold im abgerundeten Schrägstufenschnitt geteilt. Oben ein auffliegender silberner Rotmilan, unten eine grün-silber-grüne Scheibe, die innere Scheibe oben mit einem ins goldene Feld reichenden grünen Pfahl versehen.“ (Kommunale Wappenrolle Schleswig-Holstein)
110. ↑  Steinhorst: „In Silber ein golden bewehrter, golden bekrönter halber roter Löwe.“ (Kommunale Wappenrolle Schleswig-Holstein)
111. ↑  Stubben: „Von Grün und Gold durch einen gold-blauen Wellenbalken geteilt. Oben drei fächerförmig gestellte silberne Ähren, unten ein grüner Baumstumpf.“ (Kommunale Wappenrolle Schleswig-Holstein)
112. ↑  Walksfelde: „Von Gold und Rot schräglinks geteilt. Oben der schwarze mecklenburgische Stierkopf, unten ein stehender, natürlich tingierter, schwarz bewehrter Storch.“ (Kommunale Wappenrolle Schleswig-Holstein)
113. ↑  Wentorf (Amt Sandesneben): „In Grün, aus dem oberen Schildrand hervorbrechend, eine schwarz bewehrte goldene Adlerklaue, die eine silberne jungsteinzeitliche Streitaxt ohne Stiel hält.“ (Kommunale Wappenrolle Schleswig-Holstein)
114. ↑  Amt Schwarzenbek-Land: „In Rot mit grünem, innen mit einer goldenen, mit neunzehn Kugeln behefteten Leiste gesäumtem Bord ein silberner Pferdekopf über einer silbernen Lilie.“ (Kommunale Wappenrolle Schleswig-Holstein)
115. ↑  Basthorst: „In Rot ein goldener Schrägbalken, belegt mit einem grünen Rautenkranz; oben ein silberner Pferdekopf, unten eine silberne Lilie.“ (Kommunale Wappenrolle Schleswig-Holstein)
116. ↑  Brunstorf: „Von Rot und Gold schräglinks geteilt, aufrecht darauf in verwechselten Farben eine gesenkte, nach unten gekehrte Axt mit nach vorn und eine erhöhte Sense mit nach hinten gewendeter Schneide. Oben ein goldenes Laubblatt, unten ein roter Kirchturm.“ (Kommunale Wappenrolle Schleswig-Holstein)
117. ↑  Dahmker: „In Gold eine eingebogene grüne Spitze, darin eine goldene heraldische Lilie, oben rechts ein schräggestelltes grünes Eichenblatt, oben links zwei grüne Ständerwerke mit Satteldach.“ (Kommunale Wappenrolle Schleswig-Holstein)
118. ↑  Elmenhorst: „In Silber mit blauem Bord rechts eine grüne geschwungene Ähre, links ein grünes Ulmenblatt, an der Basis beide nahtlos verbunden.“ (Kommunale Wappenrolle Schleswig-Holstein)
119. ↑  Fuhlenhagen: „In Gold ein leicht gesenkter blauer Wellenbalken, oben eine rote Kapelle mit 16 goldenen Fenstern, unten ein grüner Eichenzweig mit zwei fächerförmig gestellten Blättern, die eine Eichel einschließen.“ (Kommunale Wappenrolle Schleswig-Holstein)
120. ↑  Grabau: „Von einem abgeflachten, aus einem halben, einem ganzen und einem halben Bogen bestehenden schwarzen Bogenbalken zum Schildhaupt geteilt. In Gold oben drei grüne Hainbuchenblätter mit schwarzen Stiel, unten ein rotes Fachwerkhaus mit zwei goldenen Fenstern.“ (Kommunale Wappenrolle Schleswig-Holstein)
121. ↑  Groß Pampau: „Von Gold und Blau über einem stark abgeflachten silbernen Dreiberg erhöht geteilt. Oben ein schräglinks gestelltes grünes Eichenblatt und ein roter Pferdekopf, unten ein silberner Bartenwal.“ (Kommunale Wappenrolle Schleswig-Holstein)
122. ↑  Grove: „Von Grün und Gold durch einen gold-blauen Wellenbalken geteilt. Oben ein silbernes Kastanienblatt und einen silbernen Pflug, unten ein roter Glockenbecher.“ (Kommunale Wappenrolle Schleswig-Holstein)
123. ↑  Gülzow: „In Gold mit schwarzem Bord eine blaue heraldische Lilie, rechts und links oben begleitet von je einem gestürzten roten Dreieck (Spickel).“ (Kommunale Wappenrolle Schleswig-Holstein)
124. ↑  Hamfelde: „In Grün ein gesenkter schräglinker silberner Wellenbalken, oben eine goldene Mühle in Frontalansicht, unten ein goldenes Posthorn mit silbernen Kordeln.“ (Kommunale Wappenrolle Schleswig-Holstein)
125. ↑  Kankelau: „Von Grün und Gold im abgerundeten Schrägstufenschnitt schräglinks geteilt. Oben ein dreifach gespaltener Ring, unten eine rote fünfblättrige Kornrade mit fünf grünen Blättern.“ (Kommunale Wappenrolle Schleswig-Holstein)
126. ↑  Kasseburg: „Von Grün und Gold schräglinks im Wellenschnitt geteilt. Oben eine silberne Burgruine mit Feldsteinsockel, unten ein grüner Kirschzweig mit drei roten Kirschen.“ (Kommunale Wappenrolle Schleswig-Holstein)
127. ↑  Kollow: „In Grün ein gesenkter, in Form eines flachen V gewellter silberner Balken; oben ein goldenes Rad mit schwarzer Nabe, schwarzem Reifen und roter Nabenöffnung, unten zwei auswärts gekehrte, schrägliegende goldene Eichenblätter.“ (Kommunale Wappenrolle Schleswig-Holstein)
128. ↑  Köthel: „ n Silber eine grüne Wellenflanke, ein schmaler silberner und ein breiter blauer Wellenpfahl, daneben ein Schwarzstorch mit erhobenen rechtem Ständer, oben links eine schwarzer Brückenbogen aus Feldsteinen.“ (Kommunale Wappenrolle Schleswig-Holstein)
129. ↑  Kuddewörde: „In Rot über einem gesenkten, schrägen silbernen Wellenbalken ein silberner, einen Stein haltender Kranich. Im rechten Obereck ein silbern gesäumtes blaues Tatzenkreuz.“ (Kommunale Wappenrolle Schleswig-Holstein)
130. ↑  Möhnsen: „In Grün eine eingebogene silberne Spitze, die vorn von einem goldenen Rohrkolben und hinten von einem goldenen Stängel mit drei Rapsblüten begleitet sowie unten von einem schwarzen Zahnrad belegt ist.“ (Kommunale Wappenrolle Schleswig-Holstein)
131. ↑  Mühlenrade: „Von Grün und Blau durch einen Wellenbalken schräg geteilt. Oben eine silberne Felssteinbrücke, unten ein silbernes Mühlrad und ein silberner Karpfen.“ (Kommunale Wappenrolle Schleswig-Holstein)
132. ↑  Sahms: „Von Gold und Silber durch einen breiten blauen Wellenbalken geteilt. Oben ein grüner Frosch, unten ein liegender roter Schlüssel mit dem Griff nach links und dem Bart nach unten.“ (Kommunale Wappenrolle Schleswig-Holstein)
133. ↑  Amt Nusse: „Geteilt. Oben in Gold linksgewendet die rote Nusser Kirche mit silberner Tür, silbernen Fenstern und Wandvorlagen, unten in Schwarz neun 4 : 3 : 2 gestellte, sechsstrahlige goldene Sterne.“ (Kommunale Wappenrolle Schleswig-Holstein)